# Knap of Howar
Knap of Howar er en gård fra stenalderen, som findes på Papa Westray i Orkneyøerne, Skotland. Det er muligvis det ældste bevarede stenhus i Nordeuropa. Kulstof 14-datering viser, at stede thar været beboet fra omkring 3700 f.v.t. til 2800 f.v.t., hvilket er tidligere end de lignende huse i bosættelsen Skara Brae på Orkney Mainland.